# Celastrus hookeri
Celastrus hookeri är en benvedsväxtart som beskrevs av David Prain. Celastrus hookeri ingår i släktet Celastrus och familjen Celastraceae. Inga underarter finns listade.